# Lago di Loppio (FFH-Gebiet)
Das FFH-Gebiet Lago di Loppio ist ein NATURA 2000 Schutzgebiet in der italienischen Provinz Trient. Das 113 ha große Schutzgebiet umfasst das Seebett des trockengefallenen Loppio-Sees. Das Schutzgebiet umfasst auch den spätantiken und frühmittelalterlichen Siedlungsplatz auf der Insel S. Andrea einschließlich der Überreste des Castrum S. Andrea. Das FFH-Gebiet ist seit 1995 ausgewiesen und überschneidet sich mit dem 1987 eingerichteten 112 ha großen gleichnamigen Biotop. Es bildet eine der Kernzonen des 2013 eingerichteten Parco naturale locale del Monte Baldo.

## Bedeutung
Das Schutzgebiet ist das größte Feuchtgebiet im Trentino. Es entstand infolge des Baus des Etsch-Gardasee-Tunnels in den 1950er Jahren, was nicht nur zur Trockenlegung des Loppio-Sees, sondern auch zur Absenkung Grundwassers führte. Durch den menschlichen Eingriff wurde das natürliche Ökosystem tiefgreifend und unwiederbringlich verändert. Der neue Lebensraum wurde innerhalb eines relativ kurzen Zeitraumes von Sumpfpflanzen besiedelt. Eine Sukzession, die bei einer natürlichen Verlandung des Sees einen längeren Zeitraum benötigt hätte.
Das FFH-Gebiet Lago di Loppio stellt einen interessanten Lebensraum dar, mit Resten der natürlichen Vegetation am Seerand und einer umfangreichen Besiedlung des Seebetts durch Pionierpflanzen. Es ist von besonderer Bedeutung für das Nisten, Rasten und/oder Überwintern von geschützten oder stark rückläufigen Vogelarten, die zum Teil in den Alpen nur lokal verbreitet sind. Wenn sich der See nach länger anhaltenden stärkeren Niederschlagsperioden zeitweise mit Wasser füllt, wird das Biotop von lebenserhaltender Bedeutung als Laichplatz für viele Amphibienarten, was wiederum Fressfeinde, wie an das Wasser gebundene Reptilien anzieht.

## FFH-Lebensraumtypen
Im FFH-Gebiet Lago di Loppio sind auf Basis des Anhang I der FFH-Richtlinie folgende schützenswerte Lebensraumtypen verzeichnet:
- Flüsse mit Schlammbänken mit Vegetation des Chenopodion rubri p.p. und des Bidention p.p.
- Naturnahe Kalktrockenrasen und deren Verbuschungsstadien (Festuco-Brometalia) (* besondere Bestände mit bemerkenswerten Orchideen)
- Feuchte Hochstaudenfluren der planaren und montanen bis alpinen Stufe
- Magere Flachland-Mähwiesen (Alopecurus pratensis, Sanguisorba officinalis)
- Kalkreiche Niedermoore mit Cladium mariscus und Arten von Caricion davallianae
- Thermophile Schutthalden im westlichen Mittelmeerraum
- Kalkfelsen mit Felsspaltenvegetation
- Wälder mit Quercus ilex und Quercus rotundifolia

## Arten

### Besonders schützenswerte Arten

#### Vögel
Folgende Arten, die im Anhang I der Vogelschutzrichtlinie der EU gelistet sind, sind im FFH-Gebiet Lago di Loppio anzutreffen. Die mit einem (b) gekennzeichneten Arten brüten hier:
| - Grauspecht - Kornweihe - Neuntöter | - Schwarzmilan - Uhu - Wespenbussard (b) |

### Arten von gemeinschaftlichem Interesse
Gemäß Anhang II, Anhang IV oder Anhang V der FFH-Richtlinie sind folgende Arten von gemeinschaftlichem Interesse gelistet:

#### Vögel
- Teichhuhn (b)

#### Amphibien
| - Gelbbauchunke - Italienischer Laubfrosch - Springfrosch |

#### Reptilien
| - Äskulapnatter - Gelbgrüne Zornnatter - Mauereidechse | - Westliche Smaragdeidechse - Würfelnatter |

#### Insekten und Weichtiere
- Hirschkäfer
- Quendel-Ameisenbläuling
- Weinbergschnecke

#### Säugetiere
- Haselmaus

#### Pflanzen
- Stechender Mäusedorn

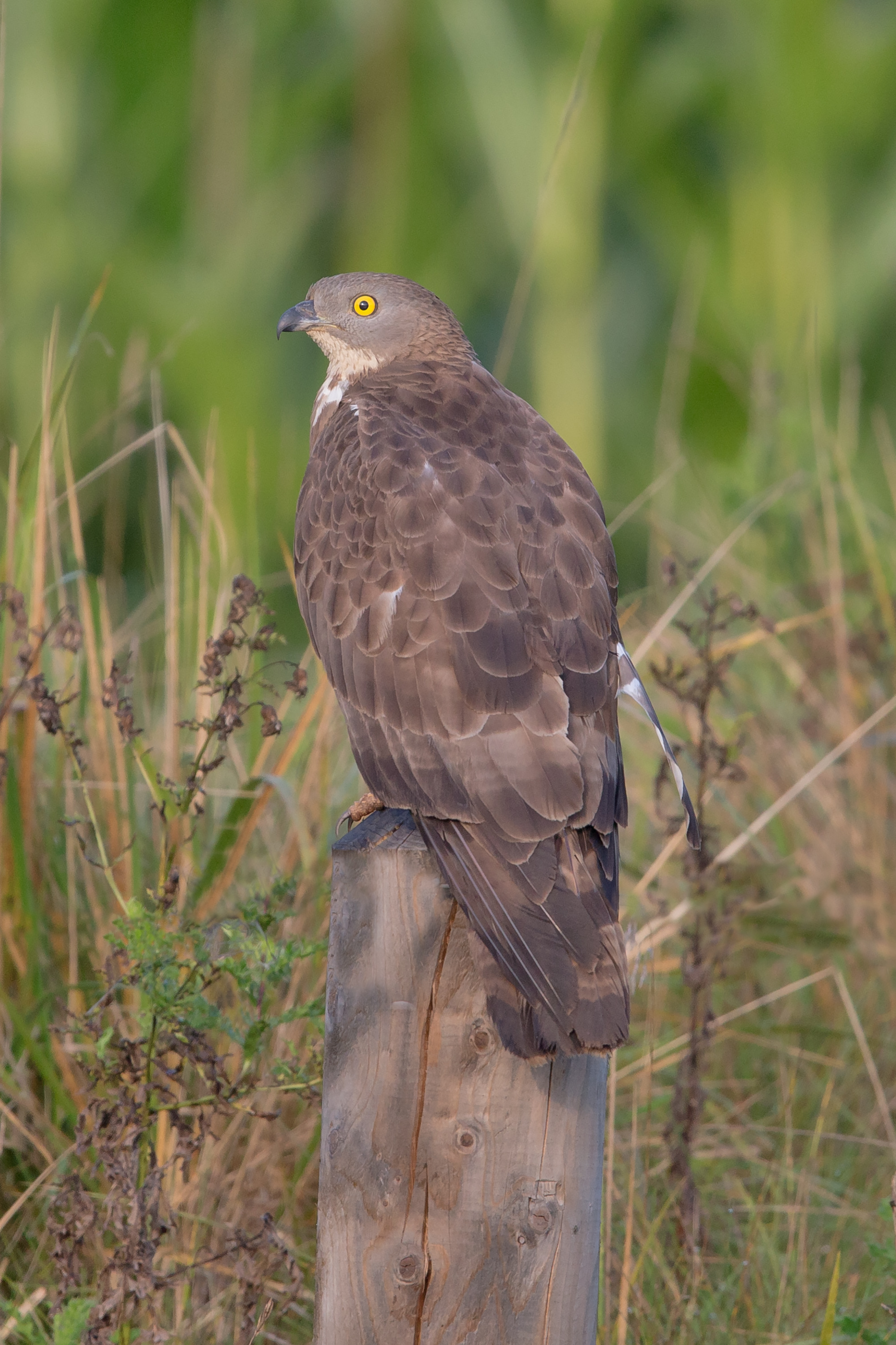
Wespenbussard
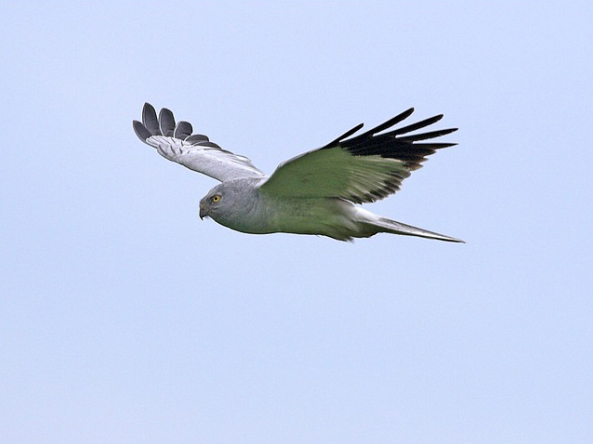
Kornweihe
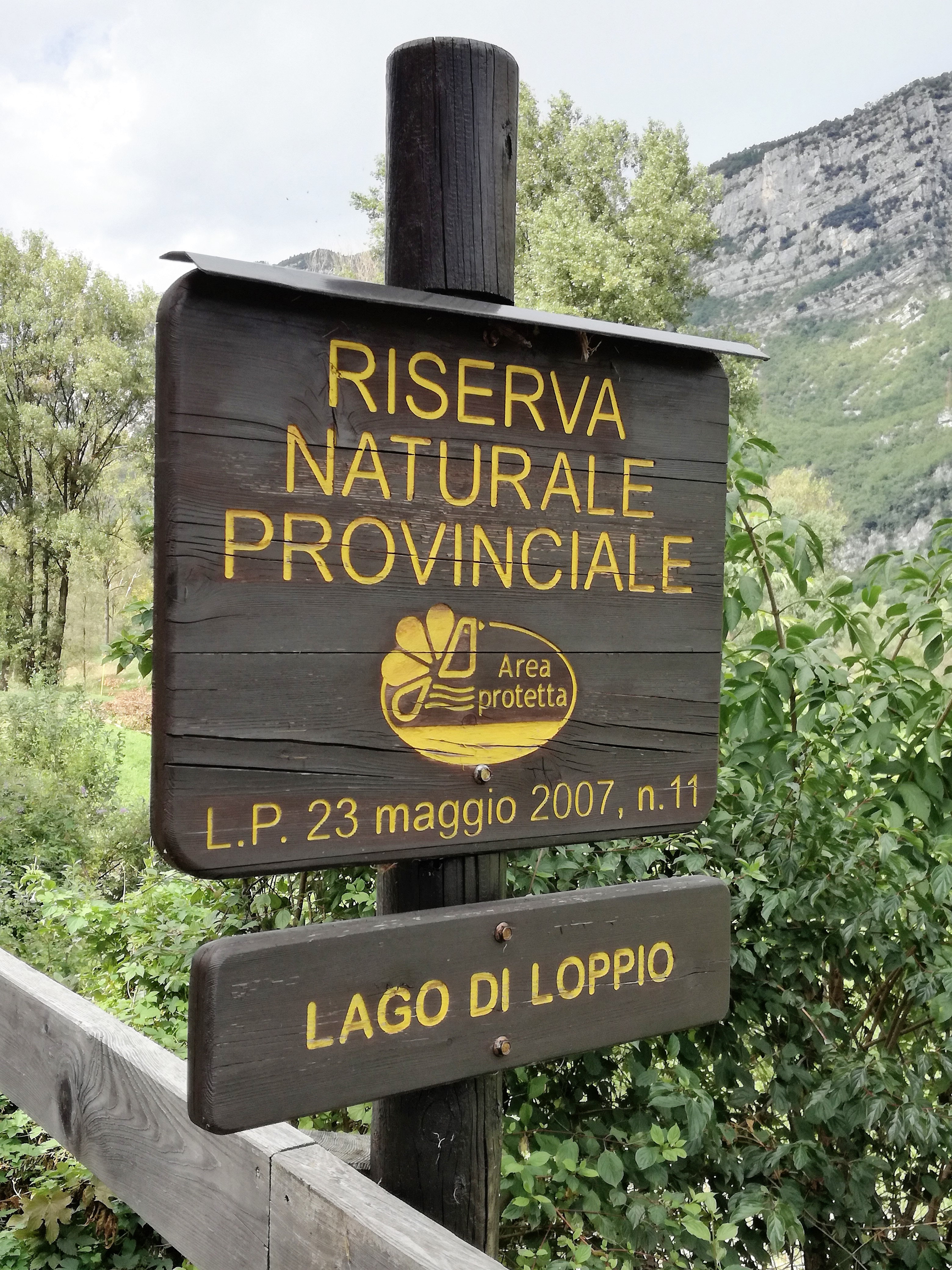
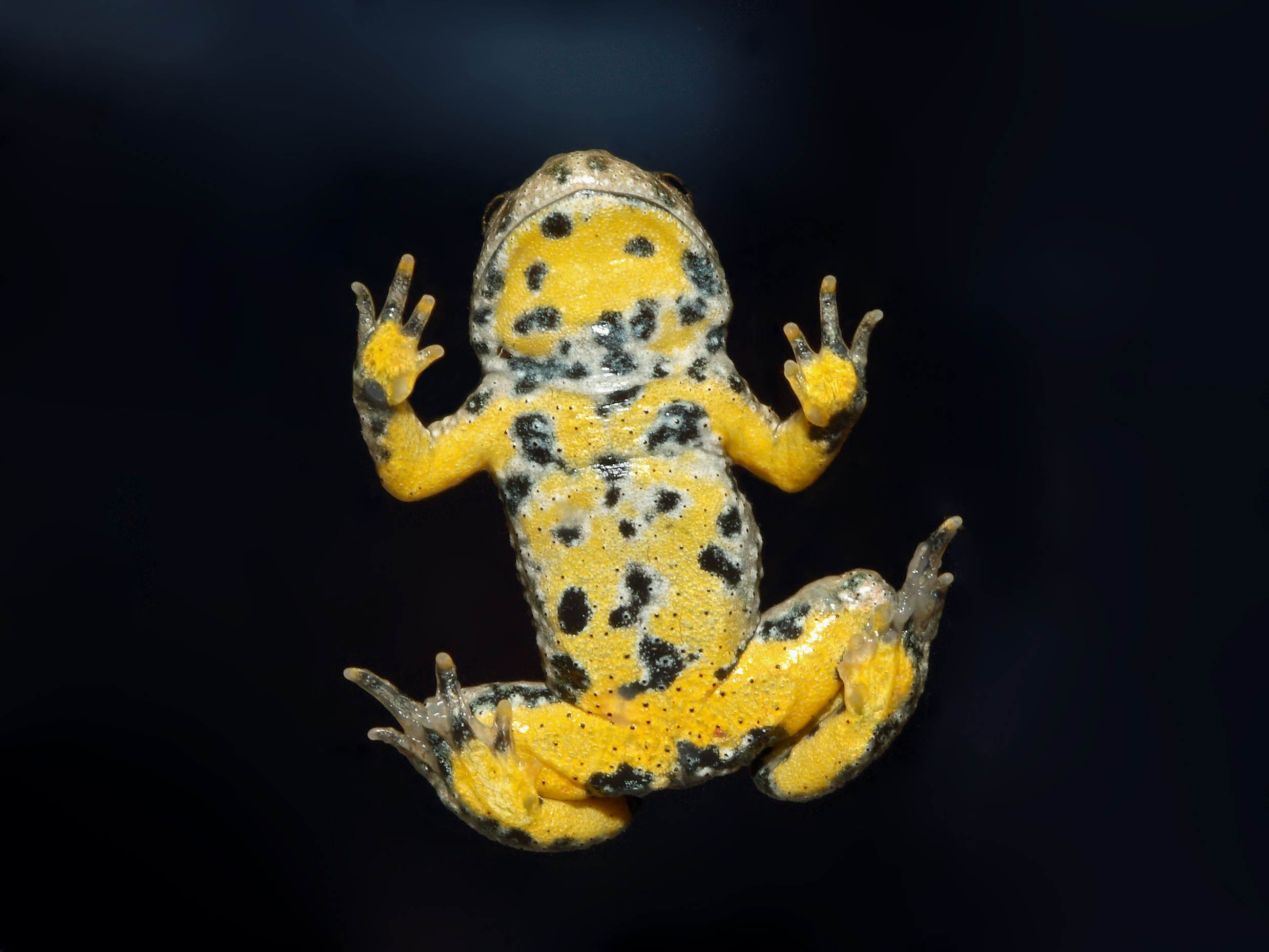
Gelbbauchunke
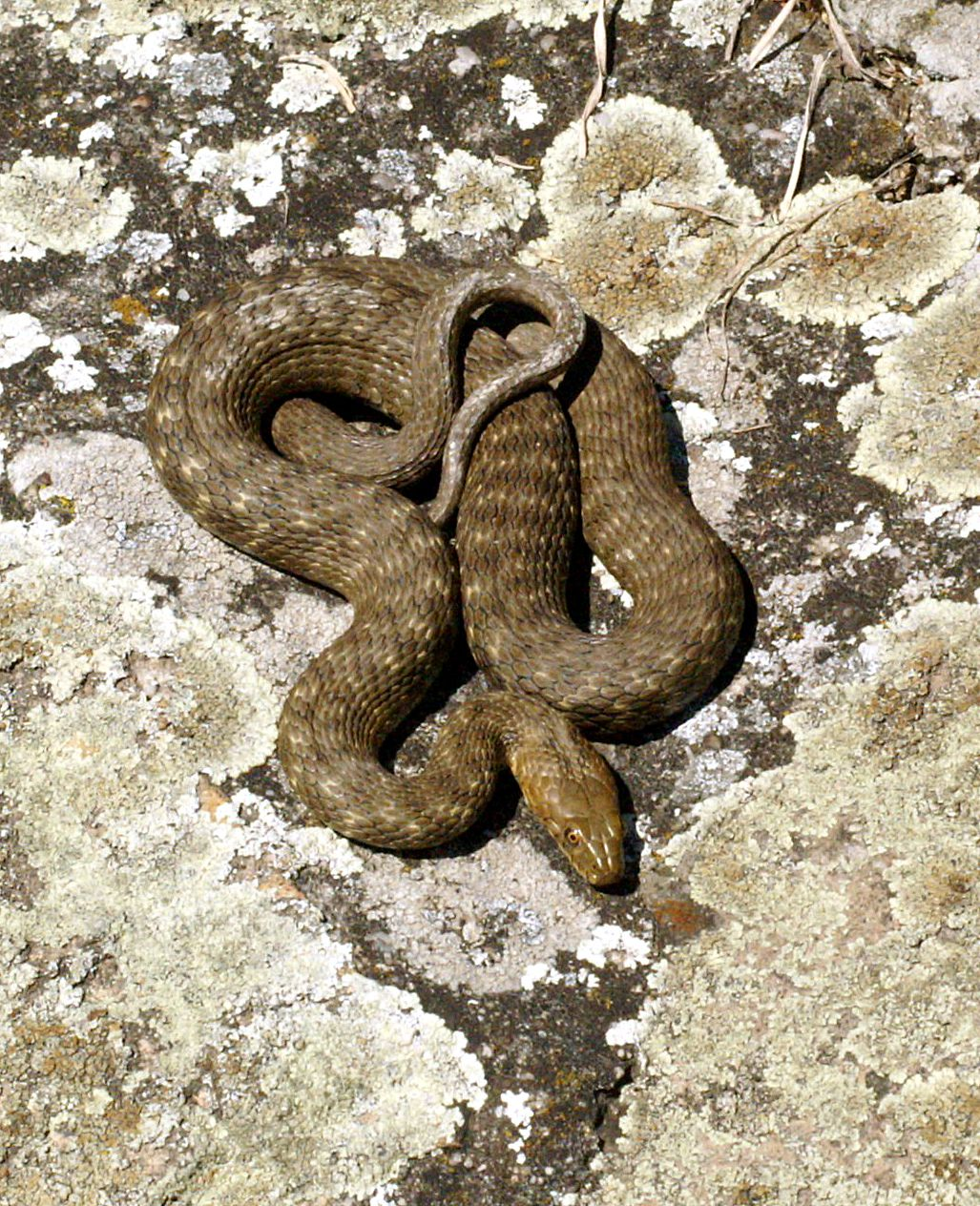
Würfelnatter

### Weitere vorkommende Arten
Des Weiteren kommen folgende Arten vor, die zum Teil nach der Berner Konvention (Anhang II), der Bonner Konvention (Anhang II), dem Washingtoner Artenschutzübereinkommen und/oder dem Abkommen zur Erhaltung der afrikanisch-eurasischen wandernden Wasservögel geschützt sind.

#### Vögel
Die mit einem (b) gekennzeichneten Arten brüten hier:
| - Blaumerle (b) - Fitis - Gelbspötter | - Mehlschwalbe - Nachtigall (b) - Pirol (b) | - Rauchschwalbe - Steinrötel (b) - Stockente (b) | - Sumpfrohrsänger (b) - Teichrohrsänger (b) - Trauerschnäpper | - Wendehals (b) |

#### Säugetiere
| - Alpenspitzmaus - Braunbrustigel - Eurasisches Eichhörnchen | - Feldspitzmaus - Gartenschläfer - Gartenspitzmaus | - Siebenschläfer - Wasserspitzmaus - Zwergspitzmaus |

#### Amphibien und Reptilien
| - Aspisviper - Bergmolch - Blindschleiche | - Erdkröte - Feuersalamander - Ringelnatter | - Teichmolch |

#### Pflanzen
| - Binsenschneide - Europäisches Alpenveilchen - Gelber Wau | - Kanten-Lauch - Kleiner Knöterich - Nickender Zweizahn | - Niederliegender Ehrenpreis - Scheinzypergras-Segge - Sumpffarn | - Teich-Schachtelhalm - Wasser-Sumpfkresse - Zarter Streifenfarn |

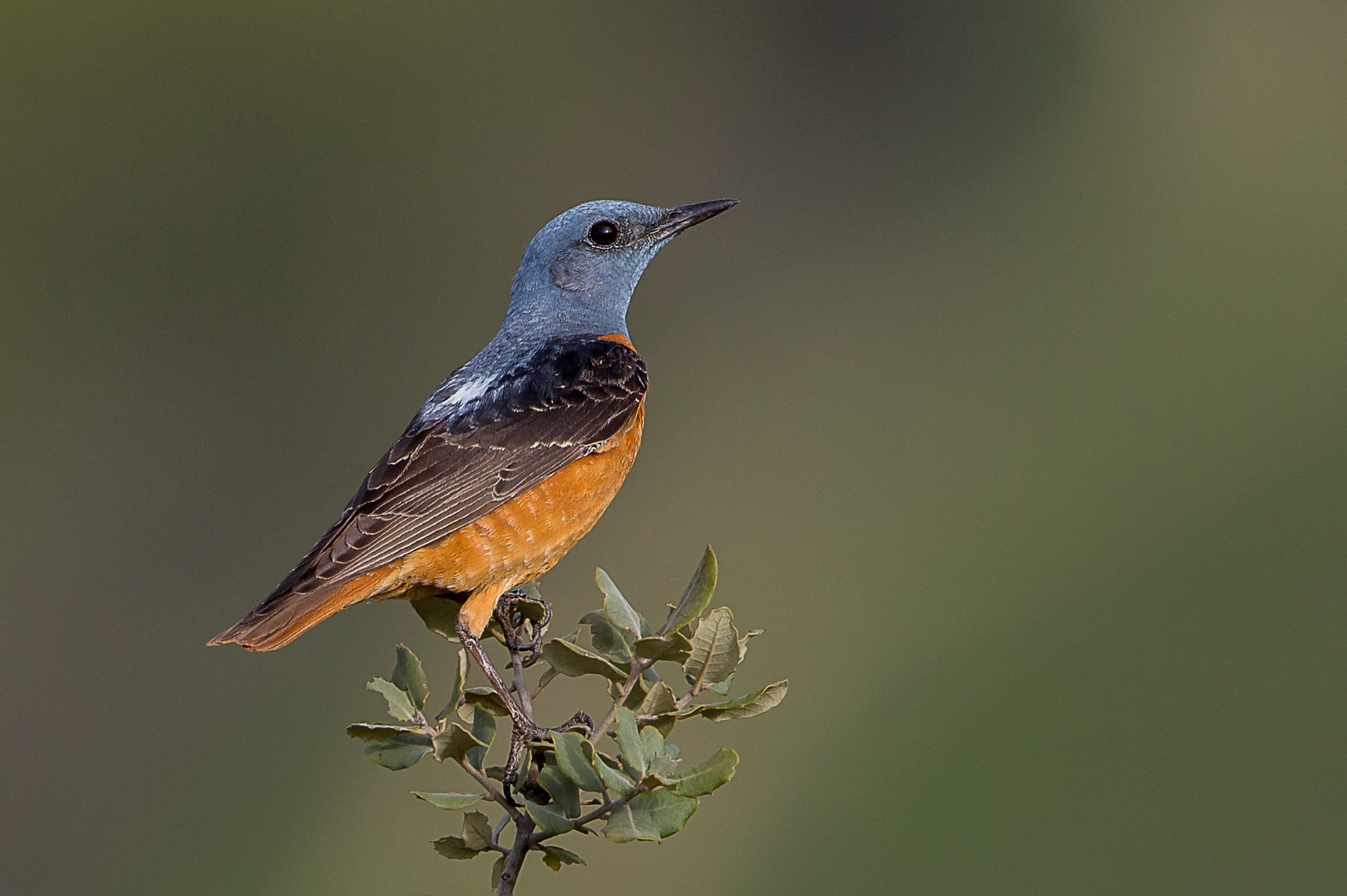
Steinrötel
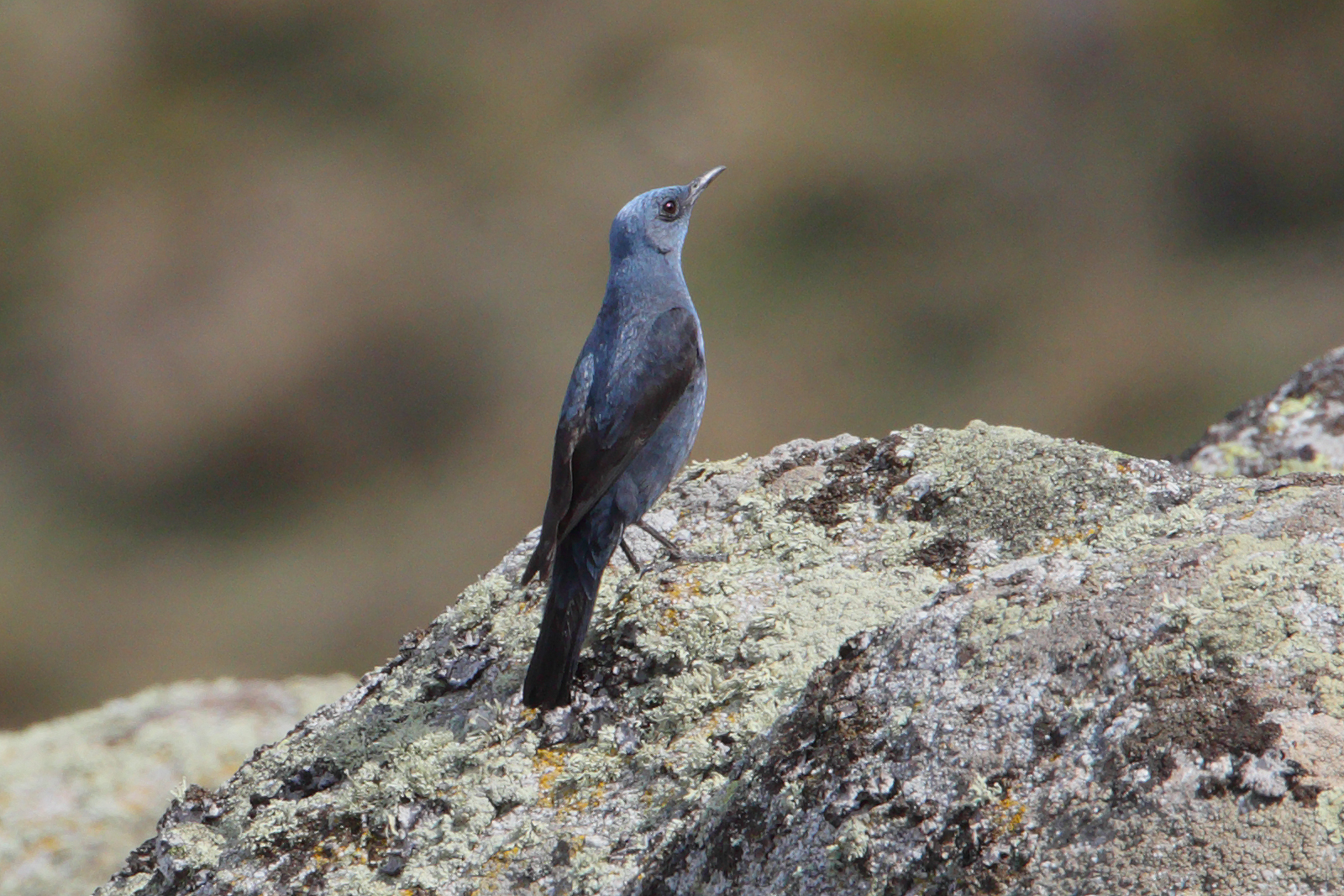
Blaumerle
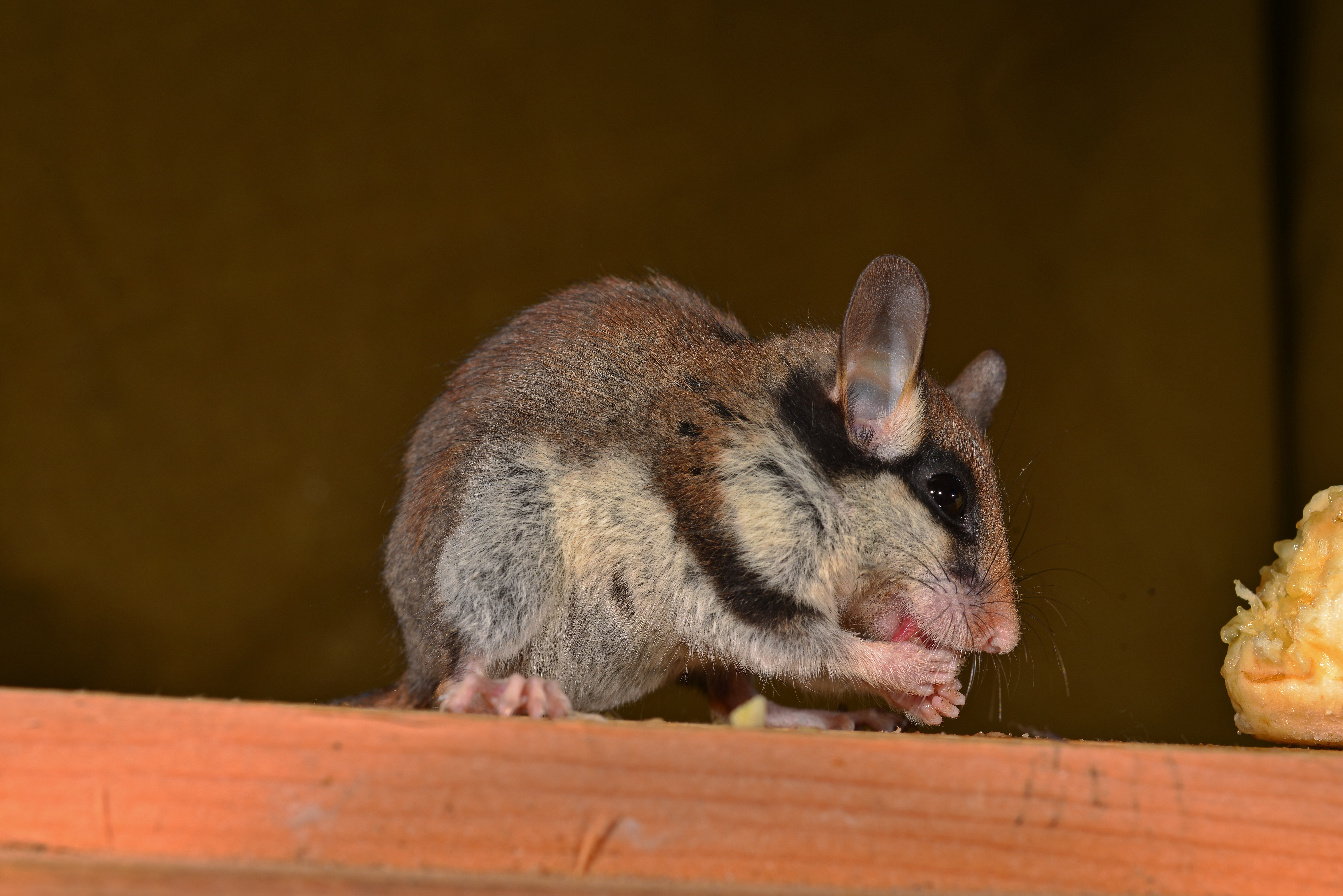
Gartenschläfer
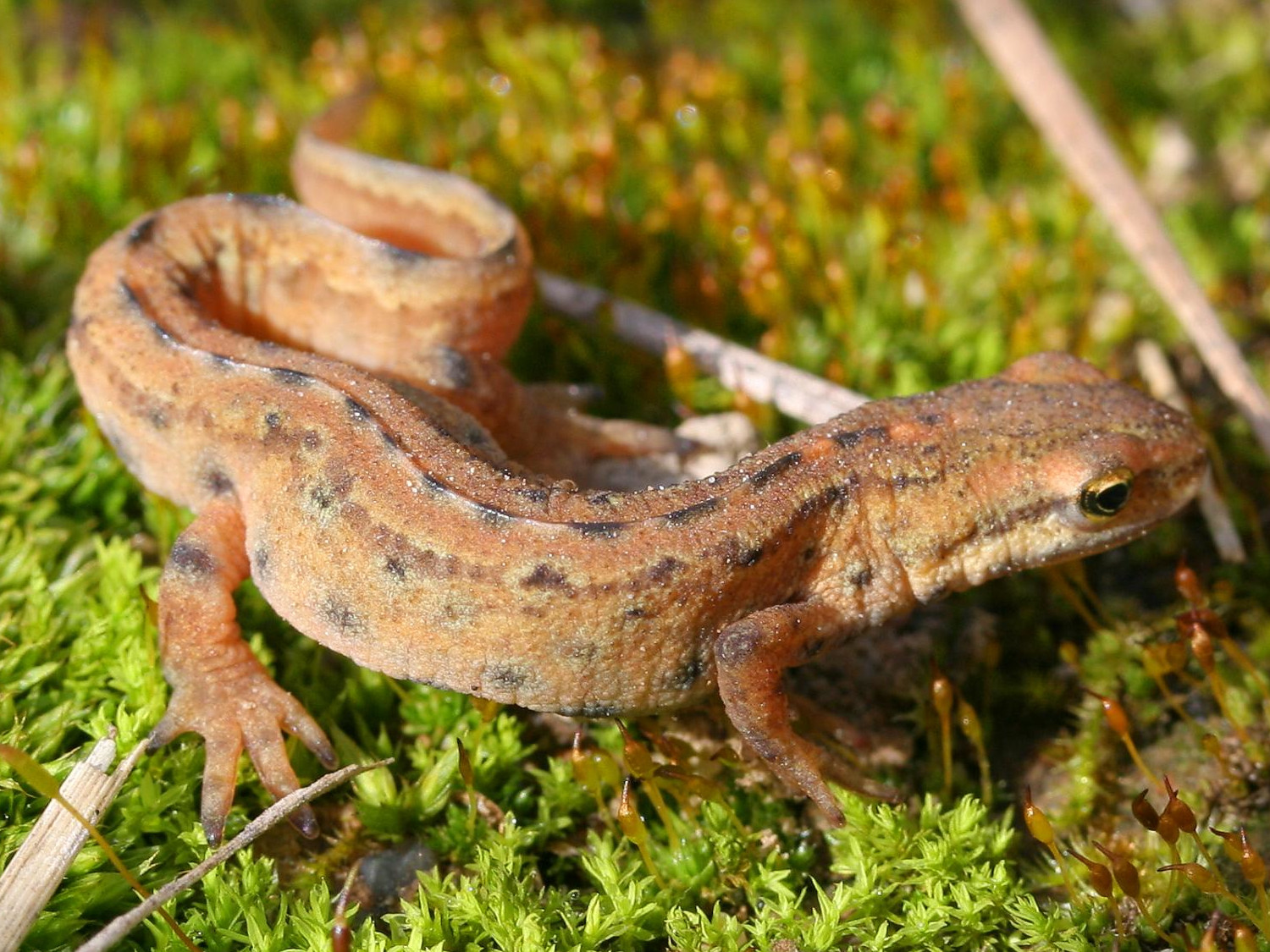
Teichmolch
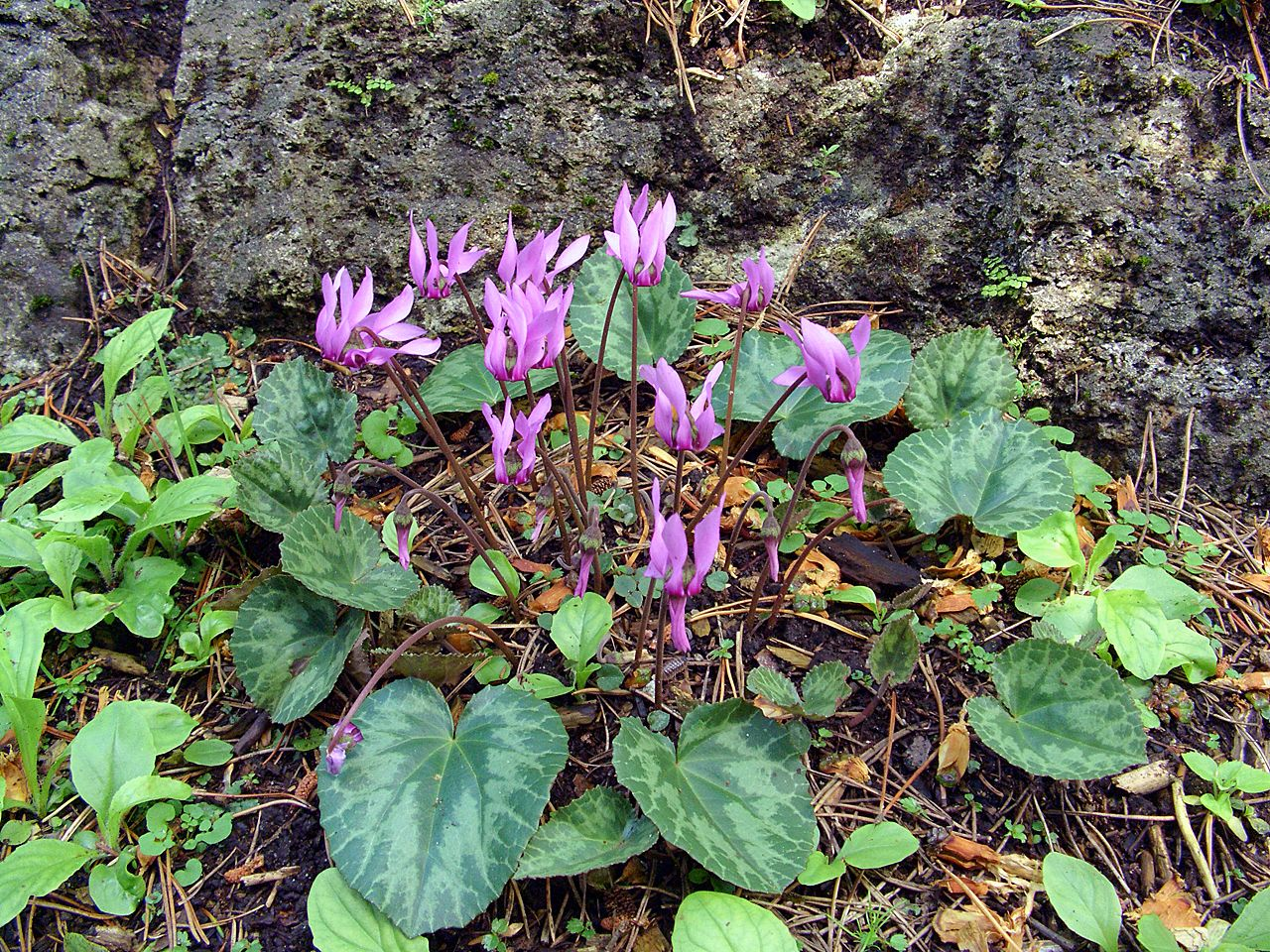
Europäisches Alpenveilchen

## Gefährdung und Schutzmaßnahmen
Gefährdungspotentiale gehen durch die am Schutzgebiet unmittelbar vorbeiführende und vielbefahrene Staatsstraße SS 240 „di Loppio e Val di Ledro“ aus. Im eingeschränkten Maße betrifft das auch den angrenzenden Fahrradweg, der ebenfalls das Etschtal mit dem nördlichen Bereich des Gardasees verbindet. Das zuständige Amt der Autonomen Provinz Trient listet als Gefahrenquelle die illegale Müllentsorgung entlang der Straßen- und Fahrradwegböschung auf. Zum anderen beeinträchtigt die Staatsstraße die Amphibienwanderung zu und von ihren Laichgründen. Trotz des Anlegens von Krötenzäunen und Amphibiendurchlässen fallen dem Straßenverkehr immer wieder Tiere zum Opfer. Ein gewisses Risiko geht durch die im Südosten an das Schutzgebiet angrenzende landwirtschaftliche Nutzung aus, vor allem durch den Einsatz von Pestiziden und Düngemitteln. Eine teilweise Auffüllung des Sees durch das Einleiten von Quellwasser, um einen stabilen, permanenten Lebensraum unter anderem für Amphibien zu schaffen, schlug bislang fehl.